# 死亡筆記本：決勝時刻
《死亡筆記本：決勝時刻》是一部2006年的日本超自然偵探心理驚悚電影，由金子修介執導。該電影是2006年的電影《死亡筆記本》的續集。兩部電影都是依據大場鶇和小畑健的漫畫作品《死亡筆記本》改編而成。電影描述名為夜神月的大學生撿到一本有殺人能力的筆記本，企圖以它創造出沒有犯罪者的新世界。

## 故事大綱
彌海砂從另一位死神雷姆的手中取得第二本死亡筆記本，並成為第二奇樂，她逼迫電視台播放影片，透過死神之眼的力量殺死了一位批評第一位奇樂的評論家和多名警察，企圖以此找到第一位奇樂。海砂最終找到了夜神月，她告訴月，自己願意幫助他除掉L，同時希望成為月的女朋友。然而、海砂很快就被L發現身份並逮捕，雷姆要求月協助海砂脫困，否則便要殺月。在一個精心的策劃裡，月和海砂都放棄了對筆記本的所有權，同時失去與筆記本的相關記憶，筆記本被交到高田清美手裡，迫使L釋放海砂。
在L和月的追查之下，發現高田清美使用著筆記本，他們將高田逮捕後，月取回了筆記本和記憶並殺死高田，接著用計讓雷姆殺死L的助手渡和L。但L注意到月可能是奇樂，為了證明這一點，他先在筆記本上寫下自己的名字，讓任何人都無法殺死自己，進而使月在筆記本上寫下的名字能成為證據，月中計後央求筆記本主人路克殺死搜查小隊，但路克認為月已經落敗便殺死了他。最後L燒毀筆記本，再靜待離世。

## 演員名單
| 角色           | 演員                | 配音員 | 配音員            | 配音員            |
| 角色           | 演員                | 香港   | 臺灣 · 衛視電影台 | 臺灣 · 緯來電影台 |
| -------------- | ------------------- | ------ | ----------------- | ----------------- |
| 夜神月         | 藤原龍也            | 鄧肇基 | 于正昇            | 于正昌            |
| L／龍崎        | 松山研一            | 郭俊廷 | 李世揚            | 李世揚            |
| 路克           | 中村獅童 （配音）   | 蔡忠衛 | 李英立            | 張騰              |
| 彌海砂         | 戶田惠梨香          | 吳梅   | 馬君珮            | 蘇肇樺            |
| 雷姆           | 池畑慎之介 （配音） | 利耀堂 | 康殿宏            | 鈕凱暘            |
| 渡             | 藤村俊二            | 蔡忠衛 | 孫中台            | 李世揚            |
| 夜神總一郎     | 鹿賀丈史            | 陳偉權 | 徐健春            | 梁興昌            |
| 高田清美       | 片瀨那奈            | 莎拉   | 魏晶琦            | 詹雅菁            |
| 出目川裕志     | 兒島雄一            | 蔡忠衛 | 康殿宏            | 梁興昌            |
| 西山冴子       | 上原櫻              | 張雪儀 | 汪世瑋            | 陳玉如            |
| 夜神幸子       | 五大路子            |        | 馬君珮            | 陳玉如            |
| 夜神粧裕       | 滿島光              | 張雪儀 | 劉如蘋            | 張茜雯            |
| 宇生田廣數     | 中村育二            | 利耀堂 | 孫中台            | 張騰              |
| 松田桃太       | 青山草太            | 曹啟謙 | 陳宏瑋            | 鈕凱暘            |
| 模木完造       | 清水伸              |        | 于正昌            | 張騰              |
| 相澤周市       | 奥田達士            |        | 于正昇            | 李世揚            |
| 佐波           | 小松美幸            |        | 汪世瑋            | 張茜雯            |
| 吉野綾子       | 前田愛              |        | 劉如蘋            | 蘇肇樺            |
| 日日間数彦     | 板尾創路            |        | 陳宏瑋            | 李世揚            |
| 佐伯警察廳長官 | 津川雅彥            |        | 李英立            | 鈕凱暘            |
| 坂城良太郎     | 藤田正則            |        | 陳宏瑋            | 鈕凱暘            |

## 主題歌曲
- Dani California - 嗆辣紅椒合唱團
- Snow_(Hey_Oh) - 嗆辣紅椒合唱團

## 外部連結
- 開眼電影網上《死亡筆記本：決勝時刻》的資料（繁體中文）